# Dürnbach (Gemeinden Bergland, Wieselburg-Land)
Dürnbach ist eine Rotte in der Katastralgemeinde Gumprechtsberg in der Gemeinde Bergland und eine Ortschaft in der Gemeinde Wieselburg-Land, Niederösterreich.

## Geografie
Die Rotte liegt östlich von Wieselburg an der Landesstraße L6140 und befindet sich in zwei Gemeinden und in zwei Bezirken. Der westliche Teil, jener in der Gemeinde Bergland ist etwas größer; der östliche besteht aus zwei bäuerlichen Anwesen.

## Geschichte
1822 wurde der Ort als Dorf mit drei Häusern genannt, das nach Wieselburg eingepfarrt war, wohin auch die Kinder eingeschult wurden. Die Herrschaft Wolfpassing besaß die Ortsobrigkeit, die Herrschaft Purgstall übte die Landgerichtsbarkeit aus und die Herrschaft Rottenhaus besorgte die Konskription. Die Untertanen und Grundholde des Ortes gehörten den Herrschaften Wolfpassing und Peillenstein. Im Franziszeischen Kataster von 1822 ist das Dorf mit zwei Gehöften verzeichnet, je einer in den Katastralgemeinden Gumprechtsberg und Galtbrunn. Laut Adressbuch von Österreich waren im Jahr 1938 vier Landwirte mit Ab-Hof-Verkauf ansässig.